# Christopher Tucker
Christopher Tucker (Bryan (Texas), 1976) is een eigentijdse Amerikaans componist, dirigent en klarinettist.

## Levensloop
Tucker groeide als zoon in een familie op, waar de vader militair was. Alle 3 tot 4 jaar vertrok de familie in een andere stad. Op achtjarige leeftijd kreeg hij pianoles, maar het was aanvankelijk voor hem nog niet richting wijzend. Hij was gefascineerd van natuur- en wiskunde. Zijn muziekleraar in een basisschool te Honolulu op het eiland Hawaï maakte hem vertrouwd met de klarinet en al spoedig kon hij in het school-harmonieorkest meespelen. Op de Hardaway High School in Columbus (Georgia) werd in de tijd van 1991 tot 1995 zijn speeltechniek verbeterd.
Hij studeerde van 1995 tot 1999 aan de Universiteit van Noord-Texas in Denton (Texas) onder andere muziekopleiding, muziektheorie en compositie. In het laatstgenoemde vak werd hij enorm gemotiveerd door zij leraar Martin Mailman. Hij behaalde zijn Bachelor of Music in 1999 met "Cum laude". Vervolgens studeerde hij van 2000 tot 2002 aan de Universiteit van Texas in Austin (Texas), onder andere bij Dan Welcher en Donald Grantham compositie en bij Kevin Sedatole orkestdirectie. Hij deed ook nog een aantal meesterklassen bij Judith Weir, Lowell Liebermann, John Corigliano, Warren Benson, David Maslanka, Samuel Adler, Elliot Del Borgo en Walter Hartley. Verder werkte hij nog samen met Mark Camphouse, Timothy Mahr en Jack Stamp.
Hij is tegenwoordig huiscomponist van het Helios Vocal Ensemble en dirigent, artistieke adviseur en medeoprichter van het Lone Star Wind Orchestra.
Als componist schrijft hij vooral grote concertwerken voor harmonieorkest. Hij kreeg opdrachten van vele scholen en hogere opleidingsinstituten zoals de Universiteit van Wisconsin in Milwaukee en organisaties zoals de Texas Bandmasters Association. Tucker werd kreeg prijzen en onderscheidingen zoals van de College Band Directors National Association (CBDNA), de National Band Association, de World Association for Symphonic Bands and Ensembles (WASBE) en de American Society of Composers, Authors and Publishers (ASCAP).

## Composities

### Werken voor orkest
- 2002-2005 A Feather in the morning air, voor kamerorkest

### Werken voor harmonieorkest
- 1997-1998 Carah's Ballad "An Angel's Song"
- 1999-2000 Fujita 5, symfonische mars
- 1999-2001 Winds of Enchantment
  1. Prelude
  2. Song "Mary's Song"
  3. March
- 2001 Americans Lost, voor spreker en harmonieorkest
  1. Poem Stanza 1 - Fallen Remembrances
  2. Poem Stanza 2 - Tragedies
  3. Poem Stanza 3 - ashes to ashes
  4. Poem Stanza 4 - Healing of the Heart
- 2001-2006 Anúnkasan, the Sky Spirit
  1. Eagle Portrait
  2. Eagle in Flight
  3. Eagle's population
  4. Eagle's Ascent
- 2002 Amber Terrace Dreams
- 2002-2003 Twilight In The Wilderness, voor harmonieorkest - naar schilderijen van Frederick Edwin Church (won de 1e prijs tijdens de Biennial College Band Directors National Association Young Band Composition Competition in 2003 - won de 1e prijs bij de Claude T. Smith Memorial Band Composition Contest in 2004)[1]
- 2003 Animal Krackers
  1. The Box Opens
  2. Elephant Stomp
  3. Short Monkey Tale
  4. The Regal Lion
- 2004 Genyoesis!, voor orgel en harmonieorkest
- 2004-2005 Gulf Breezes
- 2005 Journey down Niagara
- 2006 Earth, the gentlest Mother, voor mezzosopraan en harmonieorkest
- 2006-2007 Legends
  1. Prelude to Sel
  2. Soliloquy "C.S.E."
  3. Ripley's Jollity
  4. Ad Futurum Saeculum
- 2007 A Light in the Deep
- 2007 Serenade on Prospect Point
- 2008 Gabrieli's Trumpet[2]
- 2008 Valor of the MNC-I
- 2009 Cool Beans in little Mexico
- 2009 Vinyl Grooves
  1. Slow Tango
  2. Quickstep

### Werken voor koren
- 2001-2002 Hues of Amber, voor gemengd koor (SSAATTBB) - tekst: Alexander Lawrence Posey (1873-1908)
  1. Nightfall
  2. Autumn

### Vocale muziek
- 1998-1999 Seize the day!, voor bariton en piano - tekst: Robert Tucker

### Kamermuziek
- 1999-2003 Pastorale and Scherzo, voor hoorn, viool, cello, harp en piano
- 2001-2002 Colloquies, suite in vijf delen voor dwarsfluit en hobo
- 2002 Miniature Overture, voor klarinet, fagot, trompet, trombone, viool, contrabas en slagwerk
- 2004 Ceremonial Fanfare